# Galantamin

Strukturformel för galantamin

Galantamin (IUPAC-namn: (4aS,6R,8aS)-5,6,9,10,11,12-hexahydro-3-metoxi-11-metyl-4aH-[1]bensofuro[3a,3,2-ef] [2]bensazepin-6-ol, summaformel C17H21NO3) är ett läkemedel mot demens, exempelvis vid Alzheimers sjukdom. Vanliga handelsnamn är Reminyl. Galantamin har en dubbel verkningsmekanism och verkar genom att dels hämma acetylkolinesteras, dels genom att potentiera niktotinreceptorerna i den kolinerga neuronen.
Läkemedel Reminyl(galantamin) är rekommenderat som förstahandsval för symtomatisk behandling av mild och måttlig Alzheimers sjukdom, inom Stockholms läns landsting 2009.